# Copiolepis
Copiolepis este un gen de muște din familia Tephritidae.

Cladograma conform Catalogue of Life:
| Copiolepis | \| \| Copiolepis colpopteris \| \| \| \| \| \| Copiolepis quadrisquamosa \| \| \| \| |
|            | \| \| Copiolepis colpopteris \| \| \| \| \| \| Copiolepis quadrisquamosa \| \| \| \| |
|            | Copiolepis colpopteris                                                               |
|            |                                                                                      |
|            | Copiolepis quadrisquamosa                                                            |
|            |                                                                                      |